# Manuel De Iriondo
Manuel Ignacio De Iriondo (Santa Fe, Argentina; 6 de mayo de 1993) es un futbolista argentino. Juega como mediocampista central y su primer equipo fue Atlético Rafaela. Actualmente milita en Krasava FC de la Primera División de Chipre.

## Clubes
- Actualizado al 3 de mayo de 2025

| Club                       | Div.                | Temporada           | Liga | Liga | Copa Nacional | Copa Nacional | Copa Internacional | Copa Internacional | Total | Total |
| Club                       | Div.                | Temporada           | PJ   | G    | PJ            | G             | PJ                 | G                  | PJ    | G     |
| -------------------------- | ------------------- | ------------------- | ---- | ---- | ------------- | ------------- | ------------------ | ------------------ | ----- | ----- |
| Atlético Rafaela Argentina | 1.ª                 | 2013/14             | 0    | 0    | 1             | 0             | -                  | -                  | 1     | 0     |
| Atlético Rafaela Argentina | Total               | Total               | 0    | 0    | 1             | 0             | -                  | -                  | 1     | 0     |
| Unión Argentina            | 2.ª                 | 2014                | 1    | 0    | -             | -             | -                  | -                  | 1     | 0     |
| Unión Argentina            | 1.ª                 | 2015                | 9    | 0    | 1             | 0             | -                  | -                  | 10    | 0     |
| Unión Argentina            | 1.ª                 | 2016                | 1    | 0    | 0             | 0             | -                  | -                  | 1     | 0     |
| Unión Argentina            | 1.ª                 | 2016/17             | 17   | 0    | 1             | 0             | -                  | -                  | 18    | 0     |
| Unión Argentina            | 1.ª                 | 2017/18             | 14   | 0    | 2             | 1             | -                  | -                  | 16    | 1     |
| Unión Argentina            | 1.ª                 | 2018/19             | 9    | 0    | 0             | 0             | -                  | -                  | 9     | 0     |
| Unión Argentina            | 1.ª                 | 2019/20             | 0    | 0    | -             | -             | -                  | -                  | 0     | 0     |
| Unión Argentina            | Total               | Total               | 51   | 0    | 4             | 1             | -                  | -                  | 55    | 1     |
| Olimpo Argentina           | 2.ª                 | 2018/19             | 12   | 0    | 0             | 0             | -                  | -                  | 12    | 0     |
| Olimpo Argentina           | Total               | Total               | 12   | 0    | 0             | 0             | -                  | -                  | 12    | 0     |
| Politehnica Iași · Rumania | 1.ª                 | 2019/20             | 18   | 1    | 2             | 0             | -                  | -                  | 20    | 1     |
| Politehnica Iași · Rumania | 1.ª                 | 2020/21             | 30   | 1    | 2             | 0             | -                  | -                  | 32    | 1     |
| Politehnica Iași · Rumania | Total               | Total               | 48   | 2    | 4             | 0             | -                  | -                  | 52    | 2     |
| Grenoble Foot 38 Francia   | 2.ª                 | 2021/22             | 17   | 0    | 1             | 0             | -                  | -                  | 18    | 0     |
| Grenoble Foot 38 Francia   | Total               | Total               | 17   | 0    | 1             | 0             | -                  | -                  | 18    | 0     |
| Rayo Majadahonda · España  | 3.ª                 | 2022/23             | 27   | 0    | 0             | 0             | -                  | -                  | 27    | 0     |
| Rayo Majadahonda · España  | Total               | Total               | 27   | 0    | 0             | 0             | -                  | -                  | 27    | 0     |
| Ethnikos Achnas Chipre     | 1.ª                 | 2023/24             | 31   | 4    | 2             | 0             | -                  | -                  | 33    | 4     |
| Ethnikos Achnas Chipre     | 1.ª                 | 2024/25             | 27   | 4    | 1             | 0             | -                  | -                  | 28    | 4     |
| Ethnikos Achnas Chipre     | Total               | Total               | 58   | 8    | 3             | 0             | -                  | -                  | 61    | 8     |
| Krasava FC Chipre          | 1.ª                 | 2025/26             | 0    | 0    | -             | -             | -                  | -                  | 0     | 0     |
| Krasava FC Chipre          | Total               | Total               | 0    | 0    | -             | -             | -                  | -                  | 0     | 0     |
| Total en su carrera        | Total en su carrera | Total en su carrera | 213  | 10   | 13            | 1             | -                  | -                  | 226   | 11    |

## Palmarés
| Título                     | Club              | País      | Año  |
| -------------------------- | ----------------- | --------- | ---- |
| Ascenso a Primera División | Unión de Santa Fe | Argentina | 2014 |